# Lidové Polsko (konspirační tisk)
„Lidové Polsko“ (polsky Polska Ludowa) bylo jedno z prvních konspiračních tiskovin v době německé okupace na území Polska, vydávané Polskou lidovou nezávislou akcí.
První číslo „Lidového Polska“ vyšlo 6. ledna 1940 v nákladu 1500 výtisků.
Členy redakce byli:
- Jerzy Drewnowski
- Juliusz Dąbrowski
- Jan Strzelecki

Druhé, již připravené vydání bylo zmařeno zatčením členů organizace.